# Anja Stahmann

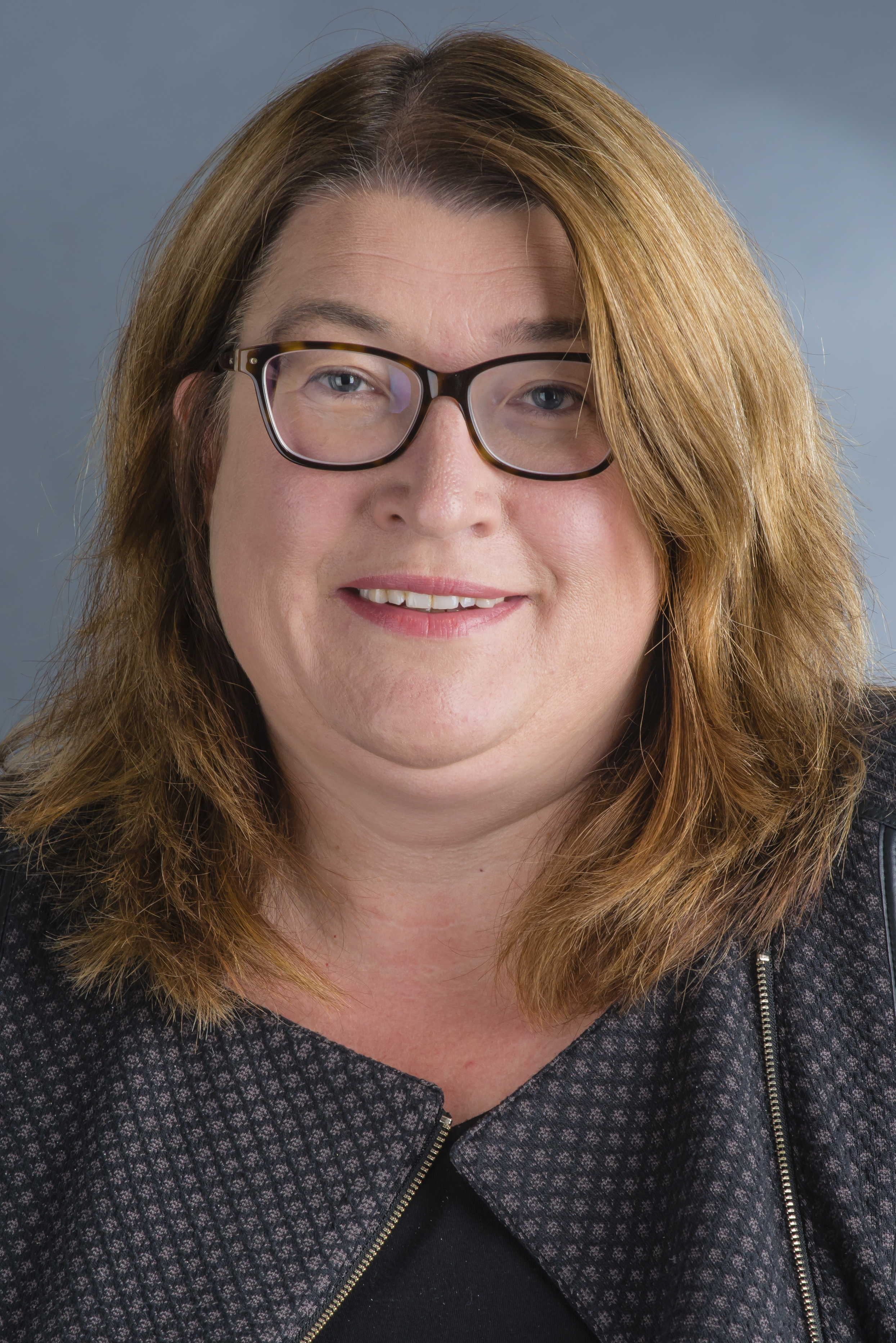
Anja Stahmann (2015)

Anja Stahmann (* 30. Juni 1967 in Bremerhaven) ist eine deutsche Politikerin (Bündnis 90/Die Grünen). Sie war von 2024 bis 2025 Staatssekretärin im Bundesministerium für Familie, Senioren, Frauen und Jugend. Davor war sie von 2011 bis 2023 Sozialsenatorin der Freien Hansestadt Bremen und von 1999 bis 2011 Mitglied der Bremischen Bürgerschaft.

## Biografie

### Ausbildung und Beruf
Stahmann wuchs in Bremerhaven auf und legte dort ihr Abitur ab. Sie studierte von 1986 bis 1992 Sozialwissenschaften an der Universität Göttingen und schloss das Studium als Diplom-Sozialwirtin ab. Sie absolvierte ferner eine Zusatzausbildung als Theaterpädagogin und -therapeutin. 1992 wurde sie Jugendbildungsreferentin und 1993 Geschäftsführerin bei der Naturfreundejugend Deutschlands im Lande Bremen.
1992 gründete sie mit dem Schauspieler Boris Radivoj die erste Impro-Theatergruppe in Bremen in der Buchtstraße 14/15. Neben regelmäßigen Konzertreihen etablierten sich  dort theaterpädagogische Angebote für Jugendliche.
Anja Stahmann ist verheiratet und Mutter von zwei erwachsenen Kindern.

### Politik
Stahmann war Abgeordnete in der Bremischen Bürgerschaft vom 24. Juni 1999 bis zum 30. Juni 2011. Stahmann war hierbei zuletzt stellvertretende Fraktionsvorsitzende sowie bildungs- und medienpolitische Sprecherin der Fraktion von Bündnis 90/Die Grünen.
Von 2001 bis 2010 war sie Sprecherin der Bundesarbeitsgemeinschaft Medien von Bündnis 90/Die Grünen.
Nach ihrer Wiederwahl in die 18. Bürgerschaft wurde sie am 30. Juni 2011 zur Senatorin für Soziales, Kinder, Jugend und Frauen gewählt (Senat Böhrnsen III). Sie wurde somit die erste Sozialministerin der Grünen in Deutschland. Im Juli 2015 und August 2019 wurde sie unter den Bezeichnungen Senatorin für Soziales, Jugend, Frauen, Integration und Sport und 2019 Senatorin für Soziales, Jugend, Integration und Sport erneut zur Sozialsenatorin gewählt. Sie war somit zum Ende ihrer Amtszeit die dienstälteste Sozialministerin Deutschlands. Stahmann errang als Kandidatin der Grünen bei der Bürgerschaftswahl im Mai 2023 erneut das drittbeste persönliche Stimmergebnis der Liste. Angesichts des  Stimmenverlustes der Grünen bei der Wahl am  14. Mai 2023 zog sie persönliche Konsequenzen und kandidierte nicht erneut für den Senat. Sie kündigte zudem an, auch auf ihr Mandat in der Bremischen Bürgerschaft in der 21. Wahlperiode zu verzichten. Mit Amtsantritt des Senats Bovenschulte II am 5. Juli 2023 schied sie aus dem Senat aus.
Stahmann wurde am 1. Juli 2024 unter Bundesministerin Lisa Paus (Bündnis 90/Die Grünen) zur Staatssekretärin im Bundesministerium für Familie, Senioren, Frauen und Jugend ernannt. Im Zuge der Bildung des Kabinetts Merz schied sie im Mai 2025 aus dem Amt der Staatssekretärin aus.

### Weitere Mitgliedschaften
- Vom Juli 2008 bis Juli 2011 war Stahmann Mitglied im ZDF-Fernsehrat als Vertreterin aus den Bereichen des Erziehungs- und Bildungswesens, der Wissenschaft, der Kunst, der Kultur, der Filmwirtschaft, der Freien Berufe, der Familienarbeit, des Kinderschutzes, der Jugendarbeit, des Verbraucherschutzes und des Tierschutzes. Stahmann leitete als Mitglied des ZDF-Fernsehrates das Verfahren zum sogenannten 3-Stufen-Test.
- Seit Juni 2010 Stellvertretende Vorsitzende des Fernsehrates und Stellvertretende Vorsitzende des Ausschusses für Telemedien, Mitglied im Erweiterten Präsidium, im Richtlinien- und Koordinierungsausschuss, im Programmausschuss Programmdirektion und im Programmausschuss Chefredaktion.[4][5]
- 2003–2007 Aufsichtsrätin in der Bremer Innovationsagentur (BIA)
- 2007–2011 Mitglied im Aufsichtsrat der GEWOBA
- 2011–2015 Mitglied im Aufsichtsrat der Wirtschaftsförderung Bremen (WfB)
- 2011–2023 Vorsitzende im Stiftungsrat der Bremer Heimstiftung
- Juli 2011 – Juli 2023 Mitglied im Kuratorium der Stiftung Werkstatt Martinshof
- 2015 – Sommer 2023 Mitglied im Aufsichtsrat der Bremer Weserstadion GmbH (BWS)
- 2019 bis Juni/2023 Mitglied im Aufsichtsrat der GEWOBA
- Vorsitzende der Sportministerkonferenz (SMK) 2019 und 2020
- Präsidiumsmitglied der SMK 2021
- Vorsitzende der Integrationsministerkonferenz (IntMK) der Länder 2020/21
- Vorsitzende der Arbeits- und Sozialminister-Konferenz (ASMK) 2021 gemeinsam mit Senatorin Kristina Vogt
- Mitglied im Kuratorium der Special Olympics World Games 2023